# Xiānggǎng yǒu gè Hélǐhuó
Xiānggǎng yǒu gè Hélǐhuó, anche noto col titolo internazionale di Hollywood Hong Kong, è un film del 2001 diretto da Fruit Chan.

## Riconoscimenti
- 2001 - Mostra internazionale d'arte cinematografica di Venezia
  - In concorso per il Leone d'oro